# Lasseyni Djuree
Lasseyni Djuree es un deportista maliense que compitió en taekwondo. Ganó una medalla de plata en el Campeonato Africano de Taekwondo de 2005, en la categoría de –78 kg.

## Palmarés internacional
| Campeonato Africano | Campeonato Africano       | Campeonato Africano | Campeonato Africano |
| Año                 | Lugar                     | Medalla             | Categoría           |
| ------------------- | ------------------------- | ------------------- | ------------------- |
| 2005                | Antananarivo (Madagascar) | Medalla de plata    | –78 kg              |